# Орджоникидзевский район (Пермь)
Орджоники́дзевский район — один из семи районов Перми.

## География
Площадь района — 178,58 км². Рaйoн располoжен на обoих берегaх Камы и сoстоит из левобережной и прaвобережной частей. Орджоникидзевский рaйон находится выше по течению Кaмы, чем остaльные рaйoны и прилегaет к Камскому водохранилищу, а также впaдающей в него реке Чусовой. На территории рaйона нaходится Камская ГЭС.
В районе протекают следующие малые реки: Васильевка, Гайва.
Официальные микрорайоны Орджоникидзевского района: Гайва, Заозерье, Голованово (Бумкомбинат), Лёвшино, Домостроительный, Молодёжный, Кислотные Дачи, КамГЭС, Чапаевский, Чусовской Водозабор, Январский.
Кроме того, выделяют ряд более мелких микрорайонов: Банная Гора, Верхняя Васильевка, Верхняя Мостовая, Голованово, Камский, Малые Реки, Нижняя Мостовая, Нижняя Васильевка, Новогайвинский, Плотинка, Соцпосёлок, Свободный, Фрунзе, Химики, Ширяиха.
Крупнейшие улицы: Соликамская, Гайвинская, Вильямса, Карбышева, Репина, Академика Веденеева, Генерала Черняховского, Лянгасова, Цимлянская.

## История
Возник 16 марта 1940 года, когда по указу президиума Верховного совета РСФСР городская черта города Молотова (прежнее название Перми) была расширена и был образован Орджоникидзевский район. Назван в честь Серго Орджоникидзе. 

## Население
| 1959     | 1970     | 1979     | 1989     | 2002     | 2006     | 2007     | 2009     | 2010     |
| -------- | -------- | -------- | -------- | -------- | -------- | -------- | -------- | -------- |
| 73 245   | ↗96 901  | ↗110 208 | ↗121 914 | ↘111 631 | ↘111 000 | →111 000 | ↗112 274 | ↘111 204 |
| 2012     | 2013     | 2014     | 2015     | 2016     | 2017     | 2018     | 2019     | 2020     |
| ↗111 217 | ↗111 953 | ↗113 273 | ↗114 358 | ↗114 737 | ↗115 372 | ↗115 684 | ↗116 003 | ↗116 237 |
| 2021     | 2023     |          |          |          |          |          |          |          |
| ↘114 566 | ↘113 867 |          |          |          |          |          |          |          |

Орджоникидзевский район — шестой по численности населения. Население района составляет 11.08 % населения Перми.